# Recvll
Recvll és una revista mensual de Blanes, publicada en català des de 1920.
Es presenta si mateix com una publicació «oberta i plural» i que expressa «les inquietuds» dels blanencs. Al llarg de la seva història, la publicació s'ha interromput en diverses ocasions: per la dictadura de Primo de Rivera, per la repressió franquista o per factors de caràcter econòmic en els darrers anys. Des del 2006, però, s'ha reprès la publicació de manera continuada.
De la revista destaca el nom –que inicialment era Recvll d'Or–, escrit amb la tipografia amb la qual es gravava a la pedra, per tal de donar un toc d'antiguitat a la publicació i els Premis Recvll. A l'ocasió del centenari, l'Associació Recull va rebre la Creu de Sant Jordi el 2020 «La revista i els premis […] constitueixen un mirador privilegiat de l'evolució dels gustos i costums de la societat blanenca, selvatana i catalana, […] un referent de primera qualitat per a la comprensió i interpretació del nostre present col·lectiu.»
És membre de l'Associació Catalana de Premsa Comarcal (ACPC).

## Història

### Inicis
Recvll va néixer de la mà de tres joves, Lluís Roch, Josep Ruiz i Francesc Balliu, acabats de sortir del col·legi Santa Maria de Blanes, capetanejats per Salvador Cornellà. El primer número es va publicar el 12 de juny de 1920. En aquells temps, la revista era quinzenal, titulat Recvll d'Or, escrit a mà, en tinta vermella i verda, en català i tenia unes vint pàgines. S'hi publicava alguna novel·leta, endevinalles, notícies locals; a més, de poemes, alguna crònica esportiva, el programa de la festa major de la vila i informació sobre les eleccions. Inicialment, la subscripció costava 75 cèntims de pesseta per trimestre.
A la primera editorial, titulada «Als nostres lectors», els tres fundadors donen a conèixer la clara voluntat d'obrir la participació en el poble, ja que segons manifesten, aquests «pobres joves», amb els seus «escassos divuit anys», no farien altra cosa que aportar allò que han aprés a l'escola. Tal com conclouen en el primer text, a Recvll d'Or els lectors hi trobaran «escrits de companys d'aquesta vila» que per la seva grandesa han de ser llegits: 
| «                      | Al començar aquest manuscrit que amb caràcter periòdic anirà sortint, […] creiem combenient fer saver entre altres cosas, que seria nostre gust, que tots els Blanencs aijudesin amb llurs forses possibles aquesta petita tonteria, […] que no seria altre cosa que el de deijar anotats tots els casos que es creguint convenients a fi de poder repasarlos quan ens sigui agradable. | » |
| — Recvll, 12 juny 1920 | |   |

Cinc mesos més tard, és a dir, el novembre del 1920, la revista ja es publica imprès. En aquells moments, formaven la redacció Salvador Cornellà i Ribes, Joan Abril i Albertí, Francesc Balliu i Barreras, Fèlix Andreu i Alum, Emili Bitlloch i Cornellà, Joaquim Alemany i Serrat, Joaquim Sagrera i Bou, Francesc Cruz i Pons i Salvador Roig i Puig. El 1922, «atenent a precs insistents de nombrosos amics», canvia de nom i passa a dir-se amb el nom actual, Recvll: «
[…] la nostra publicació es dirà amb el nom més genèric de Recvll en lloc de Recvll d'Or que portava des del seu començament sens que çó signifiqui canvi de cap mena en els seus ideals i doctrines…»
A més a més dels articles fets per la redacció, hi col·laboren escriptors importants com Joaquim Ruyra, Josep Alemany i Borràs, germans Roig i Reventós, Vicenç Coma i Soley, Lluís Millet i Josep Pons Girbau.

### Dictadura Primo de Rivera
La publicació es veu alterada per primer cop amb la dictadura de Primo de Rivera (1923-1930). En aquest període històric, Recvll ha de passar per la censura militar. Els articles publicats havien d'estar pendents d'una possible suspensió degut a la ideologia catalanista contrària al règim. Tot i això, el 1926 Recvll es publica cada vuit dies i esdevé un setmanari d'informació comarcal gràcies als seus corresponsals a localitats properes com Lloret de Mar, Tossa, Palafolls, Malgrat de Mar i Tordera. El 8 de novembre de 1928 mor el primer director de la revista, Salvador Cornellà i Ribas.
Amb l'acabament de la dictadura de Primo de Rivera, a Recvll hi apareixen cares noves i els membres de la redacció queden repartits de la següent manera: Francesc Puig i Llensa (editorialista), Joan Abril i Albertí (columnista local), Benet Ribas i Fugaroles (articulista nacional i estranger), Pere Puig i Llensa (secció artística i poètica), Fèlix Andreu i Alum (notiaciari), Josep Mestres i Rovira (administració), Enric Roci i Gelabert (arxiver), Emili Bitlloch i Cornellà (subscripcions i enviaments), Josep Maria Grau i Castells i Josep Baltrons i Camps (notícies esportives).

### II República
Els anys 30 del segle xx són de gran activitat cultural. Des de Recvll, juntament amb altres institucions de la vila, s'organitzen cursos de llengua o s'estrenen obres teatrals d'autors vinculats a la publicació com La tragèdia d'una bruixa, de Francesc Puig i Llensa o Els quatre corders de Blanes. Aleshores, Recvll esdevé la publicació més important de la comarca de La Selva només alterada per alguna suspensió governativa. És en aquest moment d'esplendor de la revista emmarcada en la II República (1931-1936), que Recvll juntament amb l'ajuntament, crea els Jocs Florals de Blanes amb l'objectiu d'unificar l'ambient cultural, recuperar la llengua catalana i enfortir la personalitat nacional.
Amb l'esclat de la Guerra Civil, els anarquistes assalten la redacció situada a la plaça Espanya i s'enduen la biblioteca, arxius i mobiliari. L'11 de juliol de 1936 es publica l'últim número d'aquesta primera etapa de la revista.

### Repressió franquista
Recvll reapareix de nou a Nadal de 1949, amb el núm. 674, escrit en castellà –i en català les poesies-, com a butlletí informatiu local d'Acción Catòlica i exposat a passar per la censura del govern franquista. A l'editorial Deciamos ayer es donen a conèixer els principis de la «segunda época»: «ser la mateixa estampa del que va ser Recvll, […] servir als blanencs i a la vila i […] lluitar contra el materialisme, la immoralitat i la indiferència».
Gradualment, durant la dècada dels 50 el nombre d'articles redactats en català anirà creixent. Amb l'objectiu que la llengua catalana surti de l'àmbit familiar i tingui presència pública, el 29 de gener 1952 neix la Festa Anyal, un concurs periodístic i literari, en honor de Sant Francesc de Sales –patró dels periodistes– que any rere any i malgrat les adversitats polítiques es va consolidar.
El 1966, Recvll queda suspesa i va haver de pager quatre multes per escriure sobre temes que sobrepassaven l'àmbit estrictament local, el que ere prohibit per la Llei de Premsa i Impremta de 1966 (Llei Fraga). Un any més tard, el gener de 1967, torna a reaparèixer, amb l'ajuda de la Blandense de Edicions S.A., ja no com «orgàn d'Acció Catòlica».

### La transició i la represa
Amb la restauració provisional de la Generalitat (1977), amb el retorn del president Josep Tarradellas, i amb l'Estatut de Sau (1979), Recvll és partícip d'aquests anys de grans il·lusions i activitat política a Catalunya. Els Premis Recvll acaben de consolidar-se a nivell nacional. Malgrat això, per la crisi cultural i econòmica de principi de segle xxi Recvll té problemes per continuar la publicació.
L'editorial del nº1952, titulada La represa, dona a conèixer «l'ensopegada econòmica» que manté la revista en silenci el 2006. Aprofitant la Festa Major de Santa Anna del 2006, es vol tornar a publicar la revista mensualment. Malgrat l'èxit dels Premis Recvll, el 2012, la revista vivia una pèssima situació econòmica que la pot evocar al tancament, com va dir Pere Reixach en la 48a edició dels premis.

## PremisRecvll
Els premis Recvll són un concurs periodístic i literari en català que celebra anualment al març. Troben el seu origen en la Festa Anyal que la revista blanenca va organitzar el 1952 en honor de Sant Francesc de Sales.
Durant la repressió del règim franquista la celebració del certamen va topar amb dificultats burocràtiques, la forta censura local de la dècada dels 50 i la Llei Fraga dels anys 60. Inicialment, sols es premiaven dues categories: narració i assaig, tenia caràcter local i en més d'una ocasió es van haver de celebrar en la clandestinitat i sota l'aixopluc de l'església. Malgrat tot, aquest concurs literari es va estendre a nivell nacional i el 1967, després de la represa de la revista, va estrenar dues categories més: narracions curtes i poesia.
Els premis Recvll van permetre que els joves de Blanes s'iniciessin en la literatura i el dibuix artístic i durant la transició, van ser presidits pels presidents Josep Tarradellas (1980) i Jordi Pujol (1981, 1983, 1987 i 1989); a més de rebre la participació de personalitats catalanes destacades com diversos cantautors de la Nova Cançó –moviment del qual la revista n'havia fet ressò- com Dolors Laffitte (1975). Actualment, les categories del concurs són: teatre, narració, retrat literari, poesia i periodisme. En la 48a edició de 2012 s'hi van presentar un total de 203 treballs.

## Col·laboradors
Actualment, hi col·laboren diversos blanencs: Joan Adell, Rafel Beneyto, Centre Excursionista de Blanes, Joan Ferrer, Jaume Forns, M. Del Vilar González, Josep M. Guinart, Jordi Llavina, Salvador Montalt, Almudena Montaño, Josep M. Padern, Josep Perich, Josep Pruna, Pere Reixach, Salvador Roca, Jaume Rocabert, Aitor Roger, Jordi Roig, Joan S. Surís i Pep Anton Vieta.